# Varkey Vithayathil
Varkey Cardeal Vithayathil, C.Ss.R. (Parur, 29 de maio de 1927 - Ernakulam, 1 de abril de 2011) foi um cardeal indiano, Arcebispo-Mor de Ernakulam-Angamaly, foi líder da Igreja Católica Siro-Malabar.
Em 12 de junho de 1954, foi ordenado padre. Após estudar e doutorar-se em Roma, voltou à Índia e foi professor do Seminário Maior Redentorista, em Bangalore.
Em 1996, foi nomeado arcebispo-titular de Achrida e administrador apostólico de Ernakulam-Angalamy. Em 1997, foi nomeado arcebispo-titular de Antinoë. Em 1999, foi elevado a arcebispo-mor de Ernakulam-Angamaly e chefe da Igreja Siro-Malabar.
No consistório público de 2001, foi elevado a cardeal-presbítero de San Bernardo alle Terme, pelo Papa João Paulo II. Em 2005, participou do conclave que elegeu Joseph Ratzinger como Papa Bento XVI.